# Eric De Rop
Eric De Rop, né le 14 avril 1954 à Wilrijk (province d'Anvers), est un dessinateur et encreur de bande dessinée flamand. Il a travaillé sur les bandes dessinées du Studio Vandersteen pendant environ 43 ans. Il est le fils d'Eduard De Rop, qui occupait le même poste au sein de l'atelier.

## Biographie
Eric De Rop naît le 14 avril 1954 à Wilrijk. Il commence à travailler pour le studio en 1970, sur les séries de bande dessinée Bessy et Jérôme. Plus tard, il a également contribué aux séries  La Famille Guignon et Les Gueux sur les trois premiers albums publiés en français aux éditions BD Must en 2022.
En 1984, il commence à travailler sur la série de bande dessinée Bob et Bobette (Suske en Wiske en néerlandais), quand il s'est chargé de l'encrage des 10 premières pages du court récit De trembling berken. À partir de 1986, il est l'encreur permanent de cette série à laquelle il parvient à imprimer son style, jusqu'en 2015 où il ralentit ses activités.
Il a également réalisé la série humoristique Schanulleke avec Patty Klein.
Pour l'hebdomadaire Suske en Wiske, il réalise plusieurs épisodes de la bande dessinée Ribbedebie sur un apprenti sorcier.
Avec Paul Reichenbach, il réalise la bande dessinée des aventures quotidiennes de Bas en de Belhamels. Deux albums sont publiés par Pear Productions.
Il travaille également sur la bande dessinée Gil et Jo de Jef Nys, Anne et Peter de Jean-Pol avec Bédu. En outre, il assiste Merho sur Kiekeboe. Il travaille encore comme encreur sur la série Albert et C° de Charel Cambré.
Connu sous le pseudonyme de Bué le Guerrier, le fils d'Eric est un graffeur de renommée internationale.

## Œuvres

### Collectifs
- Carte blanche[9] (Wonderland Productions, 2016).